# Małyj Dywłyn (przystanek kolejowy)
Małyj Dywłyn (ukr. Малий Дивлин) – przystanek kolejowy w miejscowości Małyj Dywłyn, w rejonie korosteńskim, w obwodzie żytomierskim, na Ukrainie. Położony jest na linii  Kijów – Korosteń – Sarny – Kowel.